# Heusden Koers 1964
De 16e editie van de Belgische wielerwedstrijd Heusden Koers werd verreden op 11 augustus 1964. De start en finish vonden plaats in Heusden. De winnaar was Edward Sels, gevolgd door Gustaaf De Smet en Emile Moentjens.

## Uitslag
| Heusden Koers 1964 |                    |                       |       |
| Plaats             | Naam               | Ploeg                 | Tijd  |
| Winnaar            | Edward Sels        | Busfruit              | 4u55' |
| 2                  | Gustaaf De Smet    | Wiel's-Groene Leeuw   |       |
| 3                  | Emile Moentjens    | Ruberg-Caltex         |       |
| 4                  | Yvan Covent        | Solo-Superia          |       |
| 5                  | Jaak De Boever     | Wiel's-Groene Leeuw   |       |
| 6                  | Frans Melckenbeeck | Mercier-BP-Hutchinson |       |
| 7                  | Rik Van Looy       | Solo-Superia          |       |
| 8                  | Noël Foré          | Flandria-Roméo        |       |
| 9                  | Arthur Decabooter  | Solo-Superia          |       |
| 10                 | Arnould Flecy      | Labo-Dr. Mann         |       |

1929 · 1930-1935 · 1936 · 1937 · 1938 · 1939 · 1952 · 1953 · 1954 · 1955 · 1956 · 1957 · 1958 · 1959 · 1960 · 1961 · 1962 · 1963 · 1964 · 1965 · 1966 · 1967 · 1968 · 1969 · 1970 · 1971 · 1972 · 1973 · 1974 · 1975 · 1976 · 1977 · 1978 · 1979 · 1980 · 1981 · 1982 · 1983 · 1984 · 1985 · 1986 · 1987 · 1988 · 1989 · 1990 · 1991 · 1992 · 1993 · 1994 · 1995 · 1996 · 1997 · 1998 · 1999 · 2000 · 2001 · 2002 · 2003 · 2004 · 2005 · 2006 · 2007 · 2008 · 2009 · 2010 · 2011 · 2012 · 2013 · 2014 · 2015 · 2016 · 2017 · 2018 · 2019 · 2020 · 2021 · 2022 · 2023